# 성간 천체

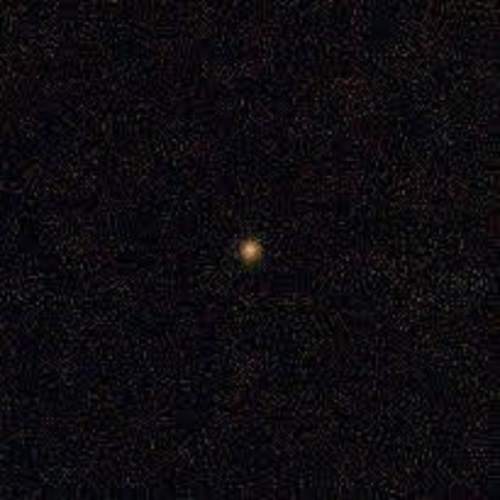
2017년에 발견된 최초의 성간 천체인 오우무아무아

성간 천체(interstellar object)는 성간 공간에 있으며, 특정 항성에 중력적으로 묶여 있지 않은 천체이다. 해당 천체는 소행성, 혜성, 떠돌이 행성 등을 포함하며, 항성이나 항성 잔해는 포함하지 않는다.

## 용어의 적용
이 용어는 성간 궤도에 있지만 일시적으로 항성 가까이를 지나가는 천체에도 적용될 수 있다. 특정 소행성 및 혜성(즉, 외계 소행성 및 외계 혜성)이 이에 해당한다. 후자의 경우, 해당 천체는 성간 침입자라고 불릴 수 있다.
최초로 발견된 성간 천체는 원래 항성계에서 튕겨 나온 떠돌이 행성들(예: OTS 44 또는 카멜레온자리 110913-773444)이었지만, 이는 성간 공간에서 항성처럼 형성된 행성 질량 천체인 준 갈색왜성과 구별하기 어렵다.

## 최초의 성간 천체
태양계를 통과하는 것으로 발견된 최초의 성간천체는 2017년의 오우무아무아이다. 이 천체들은 상당한 쌍곡선 초과 속도를 가지고 있어, 태양계에서 기원하지 않았음을 나타낸다. 성간 천체는 한때 모항성에 묶여 있다가 이후 풀려난 것들이다. 행성과 더 작은 천체(미 행성)가 모항성에서 풀려나게 되는 다양한 과정이 있을 수 있다.

## 명명법
태양계에서 최초로 성간 천체가 발견되면서, IAU는 혜성 번호 매기기 시스템과 유사하게 성간 천체를 위한 새로운 소행성 지정 체계인 I 번호를 제안했다. 소행성체 센터가 이 번호를 할당할 예정이다. 성간 천체에 대한 잠정적인 지정은 적절하게 C/(혜성) 또는 A/(소행성) 접두사를 사용하여 처리될 것이다.

## 개요
| 천체                                            | 속도                  |
| ----------------------------------------------- | --------------------- |
| C/2012 S1 (ISON) (약한 쌍곡선 오르트 구름 혜성) | 0.2 km/s 0.04 au/년   |
| 보이저 1호 (비교용)                             | 16.9 km/s 3.57 au/년  |
| 1I/2017 U1 (ʻOumuamua)                          | 26.33 km/s 5.55 au/년 |
| 2I/보리소프                                     | 32.1 km/s 6.77 au/년  |
| 3I/2025 N1 (ATLAS)                              | 58.0 km/s 12.24 au/년 |

천문학자들은 외계 기원의 성간 천체(오우무아무아와 같은)가 매년 지구의 궤도 안쪽을 몇 개씩 통과하며, 해왕성의 궤도 안쪽에는 언제든지 10,000개가 통과하고 있다고 추정한다.
성간 혜성들은 가끔 태양계 내부를 통과하며 무작위적인 속도로 접근하는데, 대부분 허큘리스자리 방향에서 온다. 이는 태양계가 그 방향으로 움직이기 때문이며, 이 방향을 태양 향점이라고 한다. 오우무아무아가 발견되기 전까지는 태양의 탈출 속도보다 빠른 혜성이 관측되지 않았다는 사실을 이용해 성간 공간에서의 밀도 상한선을 설정했다. 토벳의 논문은 밀도가 입방 파섹당 1013(10 조)개 이하의 혜성이라고 지적했다. LINEAR의 데이터를 분석한 다른 연구에서는 상한선을 AU3당 4.5×10−4 또는 입방 파섹당 1012(1조)개의 혜성으로 설정했다. 데이비드 C. 제윗과 동료들의 최근 추정치는 오우무아무아 발견 이후 "해왕성 궤도 안의 유사한 ~100m 크기 성간 천체의 정상 상태 개체수는 약 1×104개이며, 각각의 체류 시간은 약 10년이다"라고 예측한다.
현재의 오르트 구름 형성 모델은 오르트 구름에 붙잡혀 있는 혜성보다 성간 공간으로 방출되는 혜성이 더 많을 것으로 예측하며, 추정치는 3배에서 100배까지 다양하다. 다른 시뮬레이션에서는 혜성의 90~99%가 방출된다고 제안한다. 다른 항성계에서 형성된 혜성들이 비슷하게 흩어지지 않을 이유가 없다. 아미르 시라즈와 아비 로브는 오르트 구름이 태양의 탄생 성단에 있던 다른 별들에서 방출된 미행성들로 인해 형성되었을 수 있음을 입증했다. 두 연구자 모두 목성과의 근접 조우를 통해 궤도 에너지를 잃은 결과 태양계에 갇힌 오우무아무아와 유사한 천체를 찾는 방법을 제안했다.

별을 공전하는 천체가 세 번째 질량이 큰 천체와의 상호작용으로 인해 방출되어 성간 천체가 될 수도 있다. 이러한 과정은 1980년대 초반에 C/1980 E1이 시작되었다. 이 혜성은 처음에는 태양에 중력적으로 묶여 있었지만, 목성 근처를 지나면서 태양계에서 탈출 속도에 도달할 만큼 가속되었다. 이로 인해 궤도가 타원에서 쌍곡선으로 바뀌었고, 당시에는 1.057의 궤도 이심률을 가진 가장 편심적인 알려진 천체가 되었다. 현재 성간 공간으로 향하고 있다.

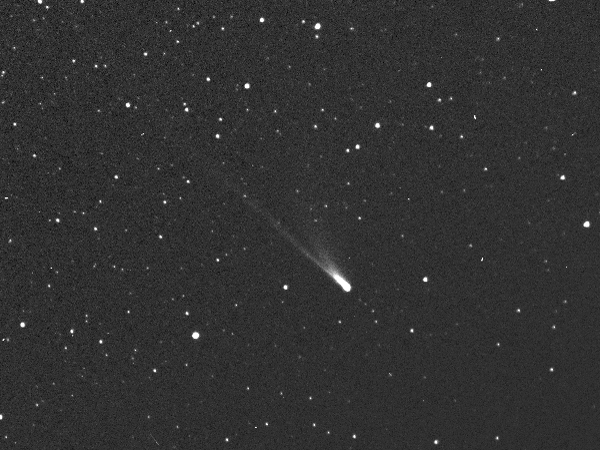
마흐홀츠 1 혜성 (96P/마흐홀츠) STEREO-A가 2007년 4월에 관측한 모습

현재 관측의 어려움으로 인해, 성간 천체는 일반적으로 태양계를 통과할 때만 감지될 수 있으며, 이때 강한 쌍곡선 궤도와 수 km/s 이상의 쌍곡선 초과 속도로 구별되어 태양에 중력적으로 묶여 있지 않음을 증명한다. 대조적으로, 중력적으로 묶인 천체는 태양 주위를 타원 궤도로 공전한다. (궤도가 너무 포물선에 가까워 중력적으로 묶인 상태가 불확실한 몇몇 천체가 있다.)
성간 혜성은 드물게 태양 중심 궤도로 포획되어 태양계를 통과할 수 있다. 컴퓨터 시뮬레이션에 따르면 목성만이 혜성을 포획할 만큼 충분히 질량이 큰 행성이고, 이러한 일이 6천만 년에 한 번 정도 발생할 것으로 예상된다. 마흐홀츠 1 혜성과 햐쿠타케 C/1996 B2 혜성이 그러한 혜성의 가능한 예시이다. 이들은 태양계 내 다른 혜성들과는 다른 비전형적인 화학적 조성을 가지고 있다.
최근 연구에 따르면 소행성 514107 Kaʻepaokaʻawela는 45억 년 전에 포획된 이전 성간 천체일 수 있으며, 이는 목성과의 공동 궤도 운동과 태양 주위의 역행 궤도에서 증명된다. 또한, 혜성 C/2018 V1 (Machholz-Fujikawa-Iwamoto)은 외계 기원일 확률이 상당히 높지만(72.6%), 오르트 구름에서 유래했을 가능성도 배제할 수 없다. 하버드 천문학자들은 물질, 그리고 잠재적으로 휴면 상태의 포자가 먼 거리에 걸쳐 교환될 수 있다고 제안한다. 태양계 내부를 가로지르는 오우무아무아의 발견은 외계 행성계와의 물질적 연결 가능성을 확인시켜 준다.

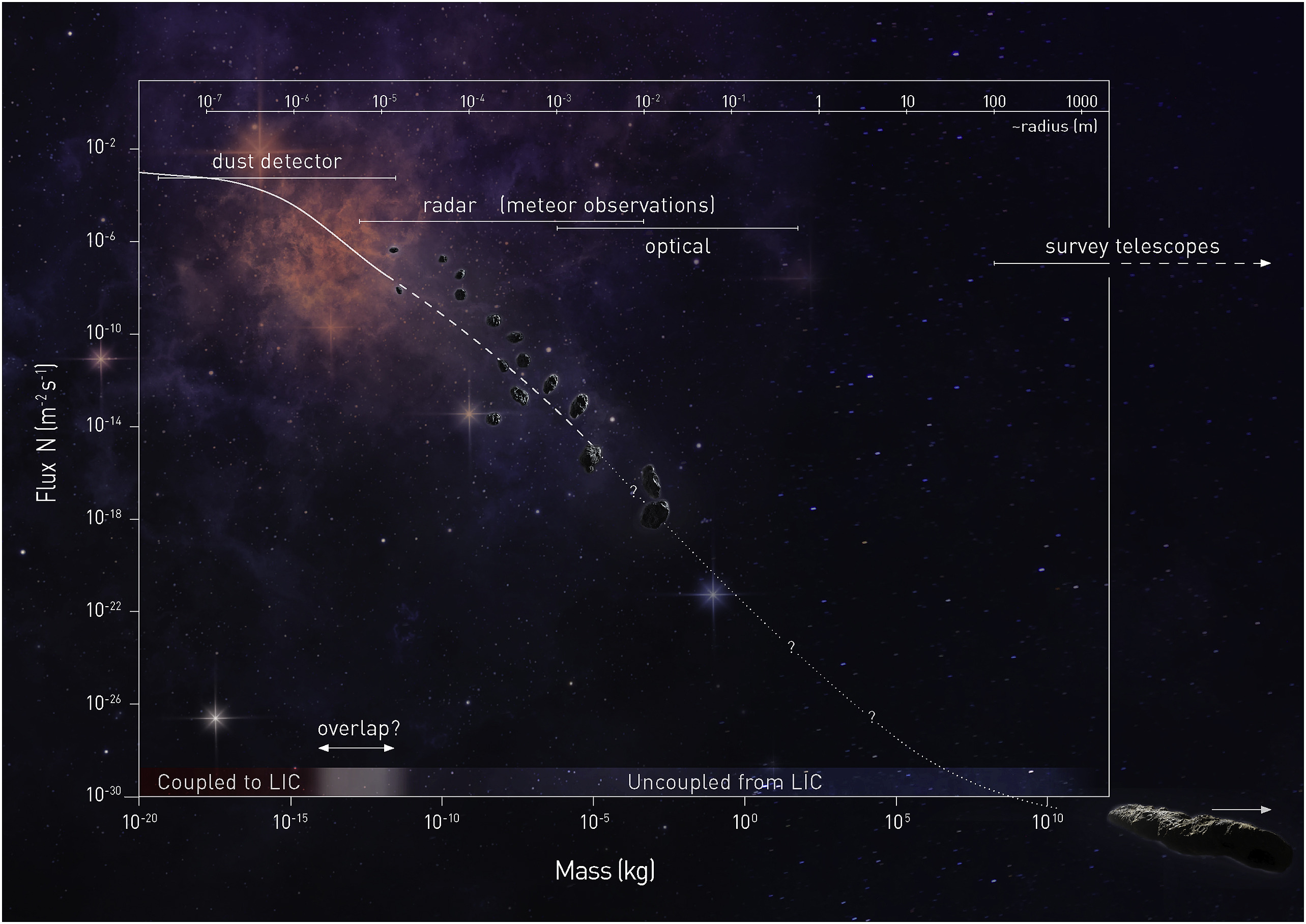
태양계의 성간 방문자들은 킬로미터 크기의 천체부터 서브미크론 입자까지 다양한 크기를 망라한다. 또한, 성간 먼지와 유성체는 모항성계로부터 귀중한 정보를 가지고 온다. 하지만 이러한 천체들을 연속적인 크기 범위에서 감지하는 것은 쉽지 않다.

태양계의 성간 방문자들은 킬로미터 크기의 천체부터 서브미크론 입자까지 다양한 크기를 망라한다. 또한, 성간 먼지와 유성체는 모항성계로부터 귀중한 정보를 가지고 온다. 하지만 이러한 천체들을 연속적인 크기 범위에서 감지하는 것은 쉽지 않다 (그림 참조). 가장 작은 성간 먼지 입자는 전자기력에 의해 태양계에서 걸러지며, 가장 큰 입자는 현장 우주선 탐지기로 좋은 통계를 얻기에는 너무 희박하다. 중간 크기(0.1–1 마이크로미터)에서는 성간 및 행성간 개체군을 구별하는 것이 어려울 수 있다. 이들은 속도와 방향성이 크게 다를 수 있다. 지구의 대기에서 유성으로 관측되는 성간 유성체를 식별하는 것은 매우 어려우며, 높은 정확도의 측정과 적절한 오차 검사가 필요하다. 그렇지 않으면 측정 오차로 인해 준포물선 궤도가 포물선 한계를 넘어 인위적인 쌍곡선 입자 개체군을 만들 수 있으며, 이는 종종 성간 기원으로 해석된다.
소행성과 혜성 같은 큰 성간 방문자들은 2017년(1I/오우무아무아)과 2019년(2I/보리소프)에 태양계에서 처음 감지되었으며, 베라루빈 천문대와 같은 새로운 망원경으로 더 자주 감지될 것으로 예상된다. 아미르 시라즈와 아비 로브는 베라루빈 천문대가 국부표준정지좌표계에 대한 태양의 움직임으로 인한 성간천체 분포의 비 등방성을 감지하고, 모항성에서 성간 천체의 특징적인 방출 속도를 식별할 수 있을 것이라고 예측했다.
2023년 5월, 천문학자들은 수년 동안 근지구 천체 궤도에서 다른 성간천체들이 포획되었을 가능성이 있다고 보고했다.

## 확인된 천체

### 1I/2017 U1 (오우무아무아)

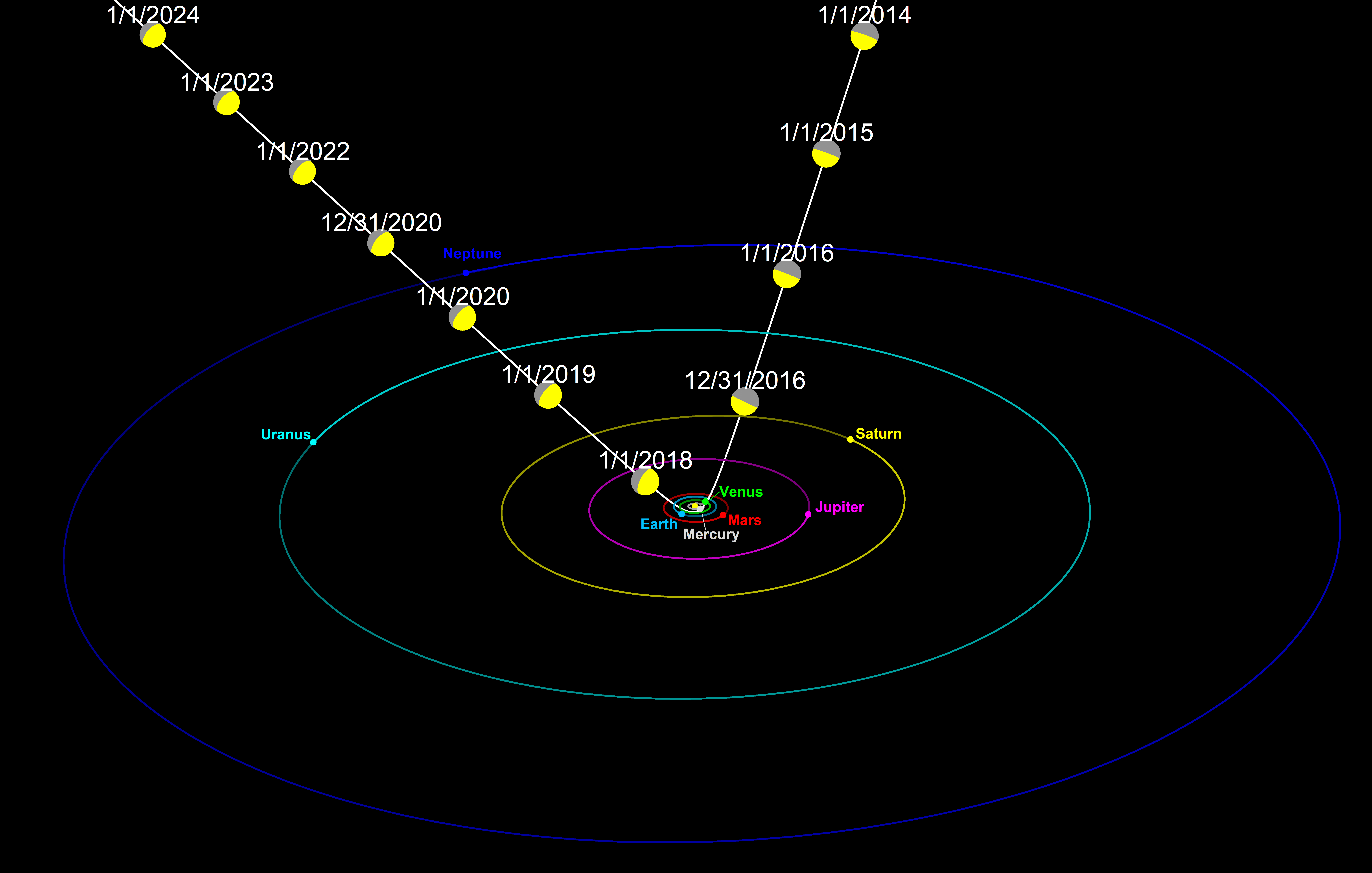
2017년에 발견된 최초의 성간천체인 오우무아무아의 쌍곡선 외계 궤도 경로

2017년 10월 19일, 판스타스 망원경에 의해 20등급의 어두운 천체가 발견되었다. 관측 결과 이 천체는 태양 주위를 태양 탈출 속도보다 빠른 속도로 강한 쌍곡선 궤도를 따라 움직이며, 이는 태양계에 중력적으로 묶여 있지 않고 성간천체일 가능성이 높다는 것을 의미한다. 처음에는 혜성으로 추정되어 C/2017 U1로 명명되었으나, 10월 25일에 혜성 활동이 발견되지 않아 A/2017 U1로 이름이 변경되었다. 성간천체임이 확인된 후 1I/오우무아무아로 다시 명명되었다. "1"은 발견된 첫 번째 천체임을 나타내고, "I"는 성간(interstellar)을 의미하며, "오우무아무아"는 하와이어로 "멀리서 처음으로 도착한 사자"를 의미한다.
오우무아무아에서 혜성 활동이 없다는 점은 태양계에서 알려진 암석 소행성, 사혜성 및 다모클레스족 소행성과 매우 유사하게, 모항성계의 내부 지역에서 기원하여 서리선 내에서 모든 표면 휘발성 물질을 잃었음을 시사한다. 이는 단지 추정일 뿐이며, 오우무아무아는 모항성계에서 방출된 후 수억 년 동안 성간 공간에서 우주선에 노출되어 모든 표면 휘발성 물질을 잃고 두꺼운 지각층을 형성했을 수도 있다.
오우무아무아는 1.199의 궤도 이심률을 가지고 있었는데, 이는 2019년 8월 2I/보리소프 혜성이 발견되기 전까지 태양계 내에서 비인공적인 물체 중 가장 높은 이심률이었다. 2025년 7월에는 3I/아틀라스가 6.3이라는 기록적인 이심률로 발견되었다.
2018년 9월, 천문학자들은 오우무아무아가 성간 여행을 시작했을 가능성이 있는 몇 가지 항성계를 설명했다.

### 2I/보리소프

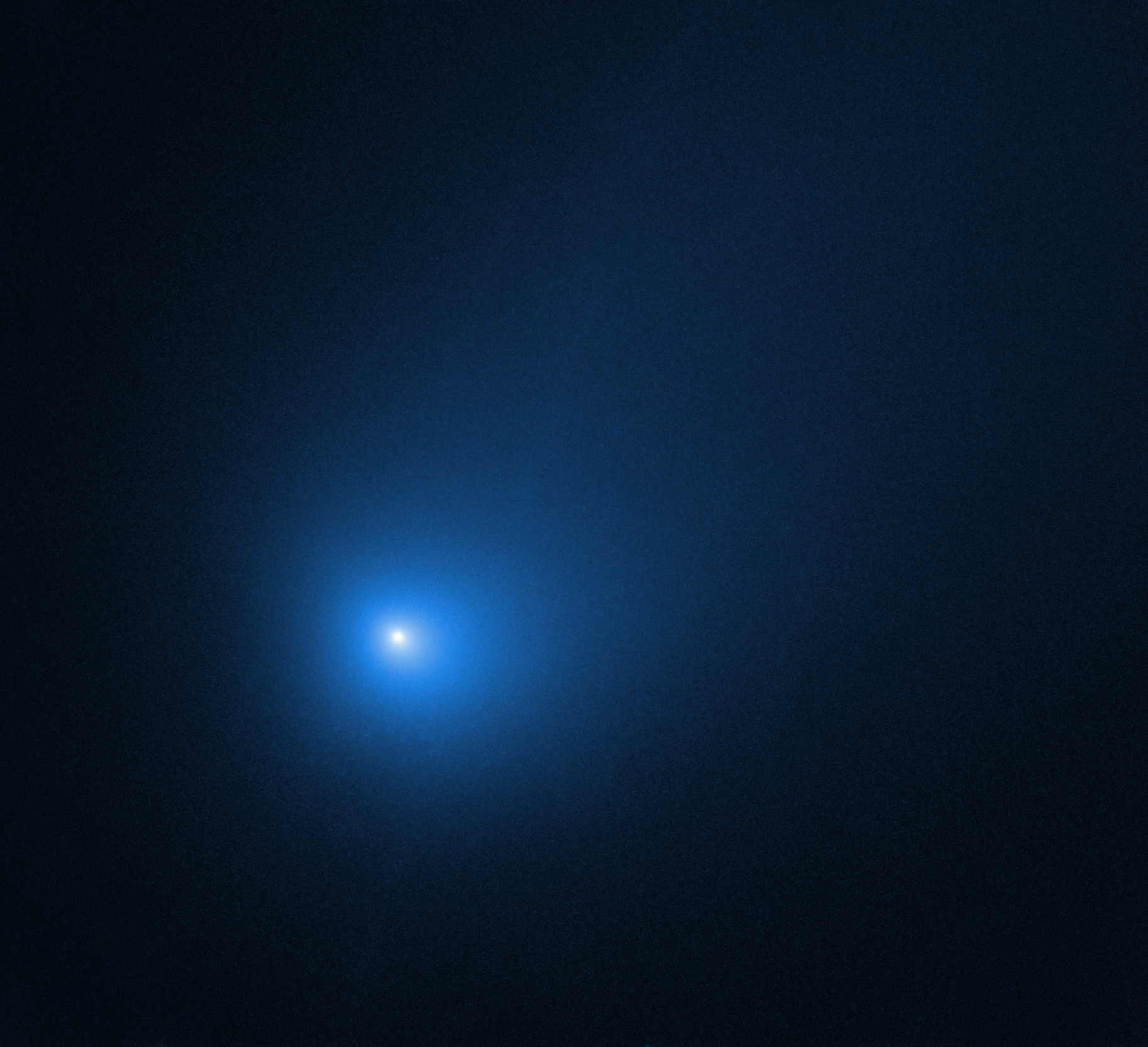
2I/보리소프

이 천체는 2019년 8월 30일 크림반도 나우츠니의 MARGO에서 겐나디 보리소프가 직접 제작한 0.65미터 망원경으로 발견했다. 2019년 9월 13일, 그랑 텔레스코피오 카나리아스는 2I/보리소프의 저해상도 가시광 스펙트럼을 얻었으며, 이 천체의 표면 조성이 일반적인 오르트 구름 혜성에서 발견되는 것과 크게 다르지 않음을 밝혀냈다. IAU 소행성 명명 실무단은 보리소프라는 이름을 유지하며, 이 혜성에 2I/보리소프라는 성간 지정을 부여했다. 2020년 3월 12일, 천문학자들은 보리소프의 "진행 중인 핵 파편화"에 대한 관측 증거를 보고했다.

### 3I/ATLAS

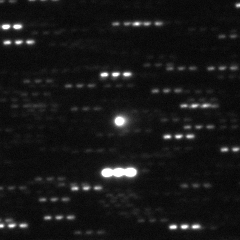
3I/ATLAS

세 번째 천체는 2025년 7월 1일 ATLAS에 의해 태양으로부터 4.5 AU 떨어진 곳에서 발견되었으며, 천문력 데이터는 1.35±0.05 AU 범위의 근일점과 6.1±0.5의 이심률을 시사했다. 이 천체는 2025년 10월 29일 경 1.35 AU에서 근일점에 도달할 것으로 예상되며, 이때 태양에 대한 속도는 약 68km/s가 될 것으로 보인다. 이 천체의 성간 속도({\displaystyle v_{\infty }})는 약 58km/s로 예상된다.

## 후보 천체

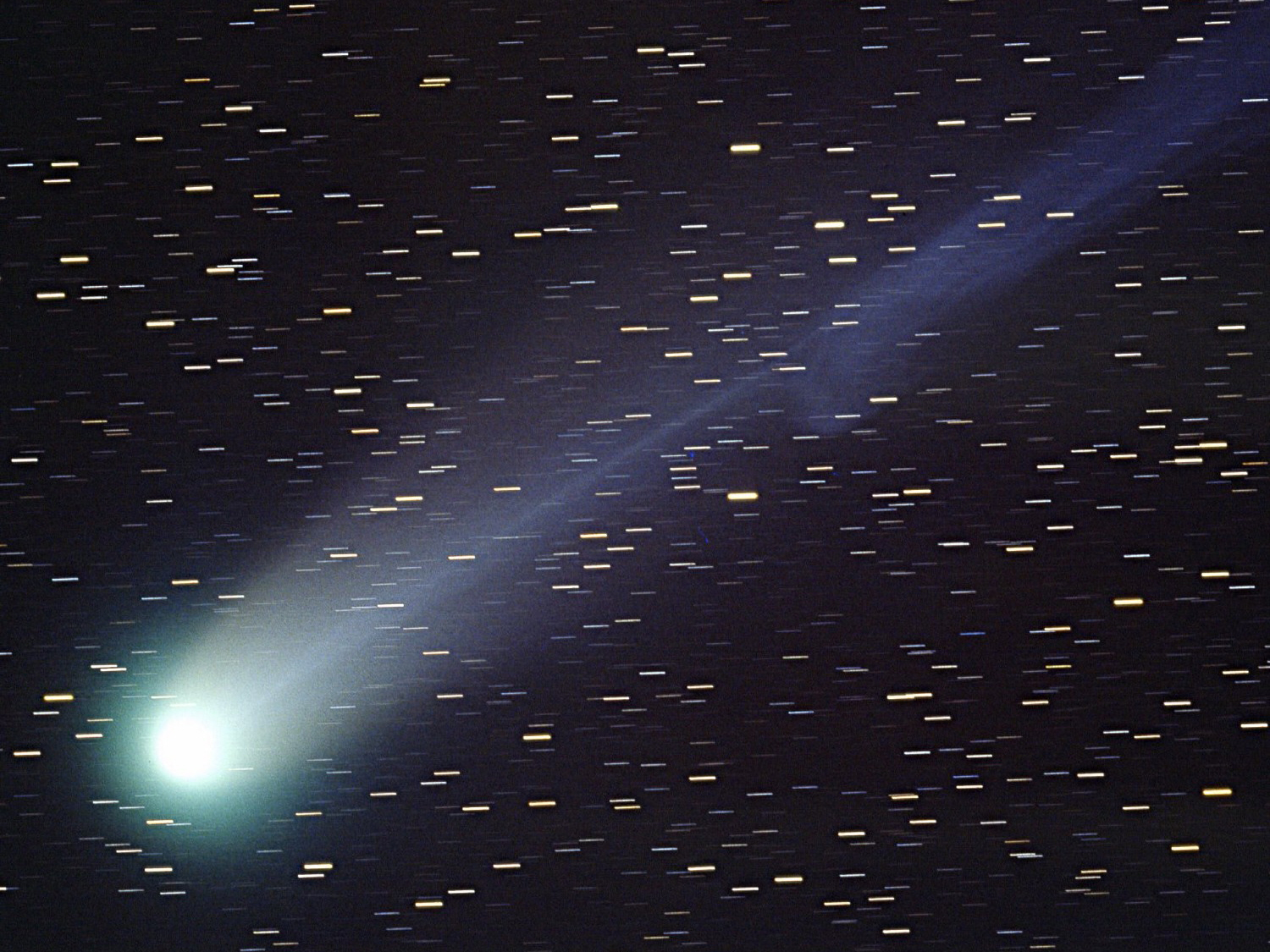
햐쿠타케 혜성 (C/1996 B2)은 태양계에 포획된 이전 성간천체일 수 있다

2007년, 아파나시에프(Afanasiev) 등은 2006년 7월 28일 러시아 과학 아카데미의 특별 천체물리 관측소 상공에서 수 센티미터 크기의 은하간 유성이 대기에 진입하는 것을 성공적으로 감지했다고 보고했다.
2018년 11월, 하버드 대학교 천문학자 아미르 시라즈와 아비 로브는 계산된 궤도 특성에 기반하여 태양계에 수백 개의 오우무아무아 크기 성간천체가 있을 것이라고 보고했으며, 2017 SV13 및 2018 TL6과 같은 여러 켄타우루스군 천체 후보를 제시했다. 이들 모두는 태양을 공전하고 있지만, 먼 과거에 포획되었을 수 있다. 두 연구자 모두 항성 엄폐, 달 또는 지구 대기와의 충돌에서 발생하는 광학적 신호, 중성자별과의 충돌에서 발생하는 전파 섬광 등을 포함하여 성간천체 발견율을 높이는 방법을 제안했다.
2023년 5월, 천문학자들은 수년 동안 근지구 궤도(NEO)에서 다른 성간천체들이 포획되었을 가능성이 있다고 보고했지만, NASA와 다른 천문학자들은 이를 의심하며, 다른 전문가들은 주장된 운석 충돌에 대해 지구와 관련된 설명을 제시했다.

### 2014년 성간 유성체
CNEOS 2014-01-08 (성간 유성체 1; IM1이라고도 함), 질량 0.46톤, 폭 0.45 m (1.5 ft)의 유성체가 2014년 1월 8일 지구 대기에서 불탔다. 2019년 예비 출판물에서는 이 유성이 성간 기원일 수 있다고 제안했다. 이 유성은 태양 중심 속도 60 km/s (37 mi/s)와 점근 속도 42.1 ± 5.5 km/s (26.2 ± 3.4 mi/s)를 가졌으며, 파푸아뉴기니 근처 고도 18.7 km (61,000 ft)에서 UTC 17:05:34에 폭발했다. 2022년 4월 자료를 기밀 해제한 후, 미국 우주사령부는 행성 방어 센서에서 수집된 정보에 기반하여 잠재적인 성간 유성체의 속도를 확인했다. 2023년, 갈릴레오 프로젝트는 분명히 특이한 유성체의 작은 파편들을 회수하는 탐사를 완료했다. 뉴욕 타임스의 보도에 따르면, 그들의 발견에 대한 주장은 동료들로부터 의심을 받았다. 2023년 9월 1일에는 추가 관련 연구가 보고되었다.
다른 천문학자들은 사용된 유성체 카탈로그가 들어오는 속도에 대한 불확실성을 보고하지 않아 성간 기원에 의문을 제기한다. 어떤 단일 데이터 포인트(특히 작은 유성체의 경우)의 유효성은 여전히 의문스럽다. 2022년 11월, CNEOS 2014-01-08의 비정상적인 특성(높은 강도와 강한 쌍곡선 궤도를 포함)이 실제 매개변수라기보다는 측정 오차로 더 잘 설명된다는 논문이 발표되었다. 유성체 파편을 성공적으로 회수할 가능성은 매우 낮다. 일반적인 미소 유성체는 서로 구별할 수 없을 것이다.

### 2017년 성간 유성체
CNEOS 2017-03-09 (성간 유성체 2; IM2라고도 함), 약 6.3톤의 질량을 가진 유성체가 2017년 3월 9일 지구 대기에서 불탔다. IM1과 유사하게, 이 유성체는 높은 기계적 강도를 가지고 있다. 2022년 9월, 천문학자 아미르 시라즈와 아비 로브는 2017년에 지구에 충돌한 후보 성간 유성체인 CNEOS 2017-03-09를 발견했다고 보고했으며, 이 유성체의 높은 재료 강도 등을 근거로 가능한 성간천체로 간주된다.

## 가상의 임무
현재의 우주 기술로는 높은 속도 때문에 근접 방문 및 궤도 임무가 어렵지만 불가능하지는 않다.
성간 연구 이니셔티브(i4is)는 2017년에 오우무아무아로 향하는 임무의 실현 가능성을 평가하기 위해 프로젝트 리라를 시작했다. 5~25년 이내에 우주선을 오우무아무아로 보내는 여러 옵션이 제시되었다. 한 가지 옵션은 먼저 목성 근접 통과를 거쳐 오베르트 효과를 활용하기 위해 3 태양반경에서의 태양 근접 통과를 이용하는 것이다. 발사일에 따른 다양한 임무 기간과 그에 필요한 속도가 탐사 궤도로의 직접적인 충동적 전이를 가정하여 탐색되었다.
ESA와 JAXA가 2029년에 발사할 예정인 코멧 인터셉터 우주선은 적합한 장주기 혜성을 가로채고 근접 비행하여 연구하기 위해 태양-지구 L2점에 위치할 것이다. 3년간의 대기 기간 동안 적합한 혜성이 식별되지 않을 경우, 우주선은 도달 가능하다면 단기간 내에 성간천체를 가로채는 임무를 수행할 수 있다.

## 같이 보기
- 세계재앙위험
- 쌍곡선 궤도 소행성
- 태양계를 벗어난 인조물 목록
- 쌍곡선 궤도 혜성 목록
- 떠돌이 블랙홀